# Kotys II (król Traków)
Kotys II (gr.: Κότυς, Kótys) – król trackich Odrysów w latach ok. 300 – ok. 280 p.n.e. Syn Seutesa III, króla Odrysów. 
Nie wiadomo, czy Kotys II panował jako król. Znany jest tylko dzięki ateńskiej inskrypcji honorowej jego brata Rebulasa z roku 331/330. Następstwo po ojcu Seutesie III pozostaje niejasne. Pod koniec jego panowania lub po jego śmierci, żona Berenike i jej czterech synów (nie włączając Kotysa II i jego brata Rebulasa) zawarli traktat z dwoma innymi trackimi królami: Spartokosem z Kabyle i Epimenesem; drugi z trackimi królami: Skokoskosem II i Kersibaulosem.